# کفر عوید
کفر عوید (به عربی: کفر عوید) یک روستا در سوریه است که در ناحیه کفرنبل واقع شده‌است. کفر عوید ۶٬۹۳۲ نفر جمعیت دارد.